# Wales' fodboldforbund
Football Association of Wales (FAW) (walisisk: Cymdeithas Bêl-droed Cymru) er Wales' nationale fodboldforbund og dermed det øverste ledelsesorgan for fodbold i landet. Det administrerer de walisiske fodbolddivisioner og landsholdet.
Forbundet blev grundlagt i 1876, hvilket gør det til verdens tredjeældste. Det blev medlem af FIFA i 1910 og medlem af UEFA i 1954.

## Ekstern henvisning
- FAW.org

| Fodbold | Spire Denne artikel om en fodboldorganisation er en spire som bør udbygges. Du er velkommen til at hjælpe Wikipedia ved at udvide den. |